# Nassim Nicholas Taleb
Nassim Nicholas Taleb (ur. 19 grudnia 1959?/1 stycznia 1960) – amerykański ekonomista, filozof i trader pochodzenia libańskiego. Magister nauk przyrodniczych i doktor zarządzania. W swoich pracach skupia się na zagadnieniach prawdopodobieństwa, przypadkowości i niepewności. Obecnie profesor Uniwersytetu Nowojorskiego (NYU).
Autor bestsellerów Czarny łabędź. O skutkach nieprzewidywalnych zdarzeń oraz Antykruchość. O rzeczach, którym służą wstrząsy.

## Poglądy
Taleb, wychodząc od badań z zakresu fizyki statystycznej, zarządzania ryzykiem i stosunków międzynarodowych, stworzył holistyczną teorię próbującą uchwycić najistotniejsze zagadnienia z dziedziny nauk przyrodniczych, społecznych i humanistycznych. Wprowadził do obiegu naukowego wiele nowych pojęć. Z nazwiskiem myśliciela najczęściej kojarzone są „czarny łabędź” oraz „antykruchość”.
„Czarne łabędzie” definiuje on jako nieprzewidywalne i nieregularne zdarzenia o ogromnej skali i potężnych konsekwencjach, np. kryzysy gospodarcze, wojny czy klęski żywiołowe. Taleb stawia tezę, że historię tworzą nie wydarzenia drobne, zwyczajne, które mogą być łatwo wychwycone i opisane przez tradycyjne interpretacje, modele i teorie. Jego zdaniem rzeczywistość kreują zdarzenia o randze „czarnych łabędzi”.
Antidotum na „czarne łabędzie” to antykruchość (organizmów zwierzęcych, ludzi, grup społecznych, instytucji, narodów, państw, globalnych korporacji itp.). Na podstawie badań historycznych i obserwacji zjawisk we współczesnym świecie Taleb stwierdził, że niektórym rzeczom, organizmom czy ideom służą wstrząsy, kryzysy. Systemy antykruche rozwijają się pod wpływem zmienności, przypadkowości, nieładu, stresu, przygody, ryzyka, niepewności. Zjawisko to amerykański uczony opisuje tak: 
„Antykruchość to coś więcej niż odporność czy wytrzymałość. Odporność pozwala przetrwać wstrząs bez zmian; antykruchość zmienia na lepsze. Ta cecha odpowiada za wszystko, co podlega zmianom w czasie: ewolucję, kulturę, idee, rewolucje, systemy polityczne, innowacje technologiczne, sukcesy kulturowe i ekonomiczne, zasady przetrwania na rynku, dobre przepisy kulinarne (na przykład na rosół albo befsztyk tatarski z kroplą koniaku), rozkwit miast i kultur, systemy prawne, lasy równikowe, odporność szczepów bakterii... Nawet za nasze istnienie jako gatunku na tej planecie”.
Dzięki swojej niezwykłej erudycji, interdyscyplinarności, błyskotliwości, nieprzeciętnemu warsztatowi pisarskiemu oraz poczuciu humoru, nieraz doprawionemu sarkazmem, Taleb fascynuje i inspiruje wielu czytelników na całym świecie.

## Publikacje
- Zwiedzeni przez losowość (Fooled by randomness).
- Czarny łabędź. O skutkach nieprzewidywalnych zdarzeń (The Black Swan: The Impact of Highly Improbable), przekład: Olga Siara; Kurhaus Publishing, 2015. ISBN 978-83-63993-98-6.
- Antykruchość. O rzeczach, którym służą wstrząsy (Antifragile: Things That Gain from Disorder), przekład: Olga Siara; Poznań: Wydawnictwo Zysk i S-ka, 2020. ISBN 978-83-8202-015-1.
- Na własne ryzyko. Ukryte asymetrie w codziennym życiu (Skin in the Game: Hidden Asymmetries in Daily Life), przekład: Alicja Unterscheutz, Poznań: Wydawnictwo Zysk i S-ka, 2020. ISBN 978-83-8202-022-9.
- Prokrustowe łoże. Aforyzmy filozoficzne oraz praktyczne (The Bed of Procrustes), przekład: Alicja Unterscheutz, Poznań: Wydawnictwo Zysk i S-ka, 2021. ISBN 978-83-8202-156-1.